# Biltjuvarna
Biltjuvarna, även känd under titeln Biltjuvarna - snodd på 29 sekunder (engelska: No Man's Land), är en amerikansk långfilm från 1987 i regi av Peter Werner, med D.B. Sweeney, Charlie Sheen, Lara Harris och Randy Quaid i rollerna. Brad Pitt gör i filmen sin första roll, som servitör utan några repliker.

## Handling
Benjy Taylor (D.B. Sweeney) går undercover hos en grupp med biltjuvar. Ledaren för gruppen är den karismatiska Ted Varrick (Charlie Sheen). Benjys chef, Vincent Bracey (Randy Quaid), är övertygad om att Ted ligger bakom ett mord men han behöver bevis. Benjy kommer allt djupare in i gänget och börjar få problem att skilja på sitt uppdrag och sin nya vänskap med Ted och hans män.

## Rollista
| D.B. Sweeney      | – Benjy Taylor           |
| Charlie Sheen     | – Ted Varrick            |
| Lara Harris       | – Ann Varrick            |
| Randy Quaid       | – Vincent Bracey         |
| Bill Duke         | – Malcolm                |
| R.D. Call         | – Frank Martin           |
| Arlen Dean Snyder | – Lieutenant Curtis Loos |
| M. Emmet Walsh    | – Captain Haun           |
| Al Shannon        | – Danny                  |
| Bernie Pock       | – Ridley                 |
| Kenny Endoso      | – Leon                   |
| James F. Kelly    | – Brandon                |
| Lori Butler       | – Suzanne                |
| Clare Wren        | – Deborah                |